# St. Peter (Ortsname)
Unter dem Patroziniums-Namen St. Peter oder Sankt Peter sind verschiedene Gemeinden und Orte benannt.

## Deutschland
- St. Peter (Hochschwarzwald), Gemeinde im Landkreis Breisgau-Hochschwarzwald, Baden-Württemberg
- Sankt Peter-Ording, Gemeinde im Kreis Nordfriesland, Schleswig-Holstein
- St. Peter (Dormagen), Ortsteil der Stadt Dormagen im Kreis Neuss, Nordrhein-Westfalen
- St. Peter (Nürnberg), Stadtteil von Nürnberg
- Westerndorf St. Peter, Ortsteil von Rosenheim

## Frankreich
- Sankt Peter, deutscher Name der Gemeinde Saint-Pierre im Unterelsass, siehe Saint-Pierre (Bas-Rhin)

## Österreich

### Gemeinden
- Aspangberg-St. Peter, Gemeinde im Bezirk Neunkirchen, Niederösterreich
- St. Peter in der Au, Gemeinde im Bezirk Amstetten, Niederösterreich
- St. Peter am Hart, Gemeinde im Bezirk Braunau am Inn, Oberösterreich
- Sankt Peter am Wimberg, Gemeinde im Bezirk Rohrbach, Oberösterreich
- St. Peter am Kammersberg, Gemeinde im Bezirk Murau, Steiermark
- Sankt Peter am Ottersbach, Gemeinde im Bezirk Südoststeiermark, Steiermark
- Sankt Peter im Sulmtal, Gemeinde im Bezirk Deutschlandsberg, Steiermark
- Sankt Peter ob Judenburg, Gemeinde im Bezirk Murtal, Steiermark
- Sankt Peter-Freienstein, Gemeinde im Bezirk Leoben, Steiermark

### Gemeindeteile
Kärnten:
- St. Peter (Klagenfurt am Wörthersee), X. Bezirk der Landeshauptstadt Klagenfurt
- St. Peter am Bichl, Katastralgemeinde von Klagenfurt
- St. Peter am Karlsberg, Katastralgemeinde von Klagenfurt
- Sankt Peter bei Ebenthal, Katastralgemeinde von Klagenfurt
- St. Peter (Gemeinde Grafenstein), Ortschaft von Grafenstein (Kärnten) im Bezirk Klagenfurt-Land
- Sankt Peter in Holz, Ortschaft von Lendorf im Drautal
- St. Peter bei Moosburg, Katastralgemeinde von Moosburg im Bezirk Klagenfurt-Land
- Sankt Peter in Tweng, Katastralgemeinde von Radenthein im Bezirk Spittal an der Drau
- Sankt Peter im Lavanttal, Ortschaft und Katastralgemeinde von Reichenfels im Bezirk Wolfsberg
- Sankt Peter (Gemeinde Rennweg), Katastralgemeinde von Rennweg am Katschberg im Bezirk Spittal an der Drau
- St. Peter bei Taggenbrunn, Ortschaft in der Gemeinde Sankt Georgen am Längsee, Bezirk Sankt Veit an der Glan
- Sankt Peter (Gemeinde St. Jakob im Rosental), Katastralgemeinde von Sankt Jakob im Rosental im Bezirk Villach Land
- St. Peter (Gemeinde Straßburg), Ortschaft von Straßburg, Bezirk Sankt Veit an der Glan
- Sankt Peter-Edling, Katastralgemeinde von Spittal an der Drau
- Sankt Peter am Wallersberg, Katastralgemeinde von Völkermarkt

Niederösterreich:
- St. Peter (Gemeinde Böheimkirchen), Kirchensiedlung in Böheimkirchen, Bezirk St. Pölten-Land
- St. Peter am Wechsel, Ortsteil von Aspangberg-St. Peter, Bezirk Neunkirchen

Oberösterreich:
- St. Peter (Linz), ehemaliger Stadtteil und Statistischer Bezirk von Linz
- Sankt Peter bei Freistadt, Ortschaft im Bezirk Freistadt
- St. Peter (Gemeinde St. Peter am Wimberg), Hauptort, Ortschaft und Katastralgemeinde von St. Peter am Wimberg, Bezirk Rohrbach

Steiermark:
- St. Peter (Graz), Katastralgemeinde und Stadtbezirk von Graz

Tirol:
- St. Peter (Gemeinde Ellbögen), Ortsteil von Ellbögen, Bezirk Innsbruck-Land

## Schweiz
- Eine Fraktion der Gemeinde St. Peter-Pagig im Kreis Schanfigg, Bezirk Plessur des Kantons Graubünden
- fiktiver Handlungsort im Film An heiligen Wassern

## Italien
- St. Peter (Lajen), Gemeinde Lajen, Südtirol
- St. Peter (Villnöß), Gemeinde Villnöß, Südtirol
- St. Peter (Ahrntal), Gemeinde Ahrntal, Südtirol
- St. Peter (Dorf Tirol), Gemeinde Tirol, Südtirol

## Slowenien
- St. Peter in Krain (slowenisch Pivka), Gemeinde, Region Primorska (Küstenland)

## Ungarn
- Őriszentpéter

## USA
- St. Peter (Illinois), im Fayette County
- St. Peter (Minnesota), im Nicollet County
- St. Peter (Wisconsin), im Fond du Lac County